# Smitinandia helferi
Smitinandia helferi är en orkidéart som först beskrevs av Joseph Dalton Hooker, och fick sitt nu gällande namn av Leslie Andrew Garay. Smitinandia helferi ingår i släktet Smitinandia och familjen orkidéer. Inga underarter finns listade i Catalogue of Life.